# Miami (film, 1924)
Pour les articles homonymes, voir Miami (homonymie).
Pour plus de détails, voir Fiche technique et Distribution.
Miami est un film muet américain réalisé par Alan Crosland et sorti en 1924. Il est considéré comme étant perdu.

## Synopsis
Joan Bruce, chanteuse d'un orchestre de jazz à Miami, est courtisée par deux hommes - Ranson Tate, un homme sans scrupules qui a abandonné sa femme en devenant riche, et Grant North, un jeune homme qui ignore ses avances jusqu'à ce qu'il la sauve de la noyade. 

## Fiche technique
- Réalisation : Alan Crosland
- Scénario : John Lynch
- Photographie : Dal Clawson
- Production : Tilford Cinema Corporation
- Genre : mélodrame[2]
- Distributeur : W. W. Hodkinson Corporation
- Durée : 70 minutes
- Date de sortie : 27 avril 1924

## Distribution
- Betty Compson : Joan Bruce
- Lawford Davidson : Ransom Tate
- Hedda Hopper : Mary Tate
- J. Barney Sherry : David Forbes
- Lucy Fox : Veronica Forbes

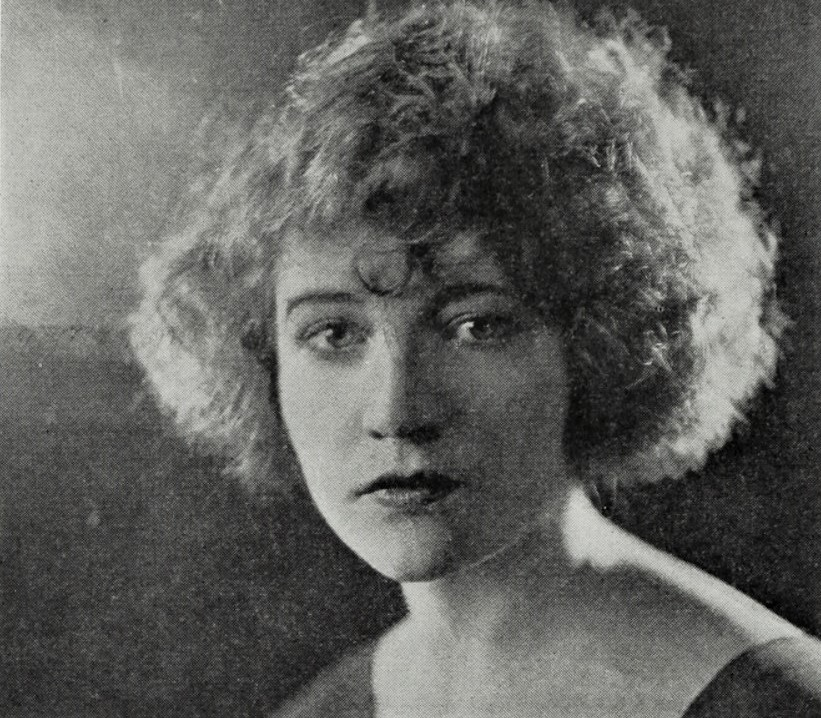
Betty Compson dans une scène du film.

- Benjamin F. Finney, Jr. : Grant North